# Richmond Park (Carmarthen)
Richmond Park – stadion piłkarski w Carmarthen w Walii, na którym swoje mecze rozgrywa zespół Carmarthen Town A.F.C.
19 lipca 2007 roku na Richmond Park odbył się pierwszy mecz w ramach europejskich pucharów; w I rundzie kwalifikacyjnej przeciwnikiem Carmarthen Town był norweski zespół SK Brann.

## Bibliografia

Panorama stadionu.